# Hooked on a Feeling
Hooked on a Feeling is een lied geschreven door Mark James.

## B.J. Thomas
De eerste artiest die succes had met het nummer, en voor wie het ook geschreven was, was B.J. Thomas. Hij haalde er in 1969 de vijfde plaats mee in de Billboard Hot 100. Europa liet het plaatje links liggen.

## Jonathan King
De eerste artiest die er succes mee had in Nederland en België was Jonathan King. In 1971 besteeg hij de Nederlandse, Belgische en Britse hitparades met zijn versie. King was de bedenker van het ooga-chaka-motief.

### Hitnotering

#### Nederlandse Top 40
| Hitnotering: week 3 t/m 10 in 1972 | Hitnotering: week 3 t/m 10 in 1972 | Hitnotering: week 3 t/m 10 in 1972 | Hitnotering: week 3 t/m 10 in 1972 | Hitnotering: week 3 t/m 10 in 1972 | Hitnotering: week 3 t/m 10 in 1972 | Hitnotering: week 3 t/m 10 in 1972 | Hitnotering: week 3 t/m 10 in 1972 | Hitnotering: week 3 t/m 10 in 1972 | Hitnotering: week 3 t/m 10 in 1972 |
| Week:                              | 1                                  | 2                                  | 3                                  | 4                                  | 5                                  | 6                                  | 7                                  | 8                                  |                                    |
| ---------------------------------- | ---------------------------------- | ---------------------------------- | ---------------------------------- | ---------------------------------- | ---------------------------------- | ---------------------------------- | ---------------------------------- | ---------------------------------- | ---------------------------------- |
| Positie:                           | 36                                 | 18                                 | 10                                 | 7                                  | 9                                  | 14                                 | 23                                 | 35                                 | uit                                |

#### NederlandseDaverende Dertig
| Hitnotering: 1-1-1972 t/m 3-3-1972 | Hitnotering: 1-1-1972 t/m 3-3-1972 | Hitnotering: 1-1-1972 t/m 3-3-1972 | Hitnotering: 1-1-1972 t/m 3-3-1972 | Hitnotering: 1-1-1972 t/m 3-3-1972 | Hitnotering: 1-1-1972 t/m 3-3-1972 | Hitnotering: 1-1-1972 t/m 3-3-1972 | Hitnotering: 1-1-1972 t/m 3-3-1972 | Hitnotering: 1-1-1972 t/m 3-3-1972 | Hitnotering: 1-1-1972 t/m 3-3-1972 | Hitnotering: 1-1-1972 t/m 3-3-1972 |
| Week:                              | 1                                  | 2                                  | 3                                  | 4                                  | 5                                  | 6                                  | 7                                  | 8                                  | 9                                  |                                    |
| ---------------------------------- | ---------------------------------- | ---------------------------------- | ---------------------------------- | ---------------------------------- | ---------------------------------- | ---------------------------------- | ---------------------------------- | ---------------------------------- | ---------------------------------- | ---------------------------------- |
| Positie:                           | 30                                 | 28                                 | 26                                 | 11                                 | 7                                  | 9                                  | 11                                 | 25                                 | uit                                |                                    |

#### BelgischeBRT Top 30
| Hitnotering: 22-1-1972 t/m 7-4-1972 | Hitnotering: 22-1-1972 t/m 7-4-1972 | Hitnotering: 22-1-1972 t/m 7-4-1972 | Hitnotering: 22-1-1972 t/m 7-4-1972 | Hitnotering: 22-1-1972 t/m 7-4-1972 | Hitnotering: 22-1-1972 t/m 7-4-1972 | Hitnotering: 22-1-1972 t/m 7-4-1972 | Hitnotering: 22-1-1972 t/m 7-4-1972 | Hitnotering: 22-1-1972 t/m 7-4-1972 | Hitnotering: 22-1-1972 t/m 7-4-1972 | Hitnotering: 22-1-1972 t/m 7-4-1972 | Hitnotering: 22-1-1972 t/m 7-4-1972 | Hitnotering: 22-1-1972 t/m 7-4-1972 |
| Week:                               | 1                                   | 2                                   |                                     |                                     | 3                                   | 4                                   | 5                                   | 6                                   | 7                                   | 8                                   | 9                                   |                                     |
| ----------------------------------- | ----------------------------------- | ----------------------------------- | ----------------------------------- | ----------------------------------- | ----------------------------------- | ----------------------------------- | ----------------------------------- | ----------------------------------- | ----------------------------------- | ----------------------------------- | ----------------------------------- | ----------------------------------- |
| Positie:                            | 30                                  | 12                                  | x                                   | x                                   | 9                                   | 8                                   | 14                                  | 9                                   | 15                                  | 21                                  | 28                                  | uit                                 |

#### UK Singles Chart
| Hitnotering: 20-11-1971 t/m 28 -1-1972 | Hitnotering: 20-11-1971 t/m 28 -1-1972 | Hitnotering: 20-11-1971 t/m 28 -1-1972 | Hitnotering: 20-11-1971 t/m 28 -1-1972 | Hitnotering: 20-11-1971 t/m 28 -1-1972 | Hitnotering: 20-11-1971 t/m 28 -1-1972 | Hitnotering: 20-11-1971 t/m 28 -1-1972 | Hitnotering: 20-11-1971 t/m 28 -1-1972 | Hitnotering: 20-11-1971 t/m 28 -1-1972 | Hitnotering: 20-11-1971 t/m 28 -1-1972 | Hitnotering: 20-11-1971 t/m 28 -1-1972 | Hitnotering: 20-11-1971 t/m 28 -1-1972 |
| Week:                                  | 1                                      | 2                                      | 3                                      | 4                                      | 5                                      | 6                                      | 7                                      | 8                                      | 9                                      | 10                                     |                                        |
| -------------------------------------- | -------------------------------------- | -------------------------------------- | -------------------------------------- | -------------------------------------- | -------------------------------------- | -------------------------------------- | -------------------------------------- | -------------------------------------- | -------------------------------------- | -------------------------------------- | -------------------------------------- |
| Positie:                               | 48                                     | 36                                     | 26                                     | 28                                     | 23                                     | 23                                     | 30                                     | 31                                     | 31                                     | 42                                     | uit                                    |

## Blue Swede
De versie van Jonathan King werd opnieuw gecoverd in 1974. Het was de Zweedse muziekgroep Blue Swede die het uitbracht als hun debuutsingle, het was daarbij ook de titel van het bijbehorende debuutalbum. Nederland en België brachten een klein succes. In de Verenigde Staten haalde het een eerste plaats. De populariteit aldaar werd nog bevestigd doordat het te horen was in de film Reservoir Dogs en de serie Ally McBeal. In 2014 werd het nummer gebruikt in de Marvel-film Guardians of the Galaxy.

### Hitnotering

#### Nederlandse Top 40
| Hitnotering: week 13 t/m 16 in 1974 | Hitnotering: week 13 t/m 16 in 1974 | Hitnotering: week 13 t/m 16 in 1974 | Hitnotering: week 13 t/m 16 in 1974 | Hitnotering: week 13 t/m 16 in 1974 | Hitnotering: week 13 t/m 16 in 1974 |
| Week:                               | 1                                   | 2                                   | 3                                   | 4                                   |                                     |
| ----------------------------------- | ----------------------------------- | ----------------------------------- | ----------------------------------- | ----------------------------------- | ----------------------------------- |
| Positie:                            | 27                                  | 26                                  | 36                                  | 39                                  | uit                                 |

#### NederlandseDaverende 30
| Hitnotering: 6-4-1974 t/m 12-4-1974 | Hitnotering: 6-4-1974 t/m 12-4-1974 | Hitnotering: 6-4-1974 t/m 12-4-1974 |
| Week:                               | 1                                   |                                     |
| ----------------------------------- | ----------------------------------- | ----------------------------------- |
| Positie:                            | 26                                  | uit                                 |

#### BelgischeBRT Top 30
| Hitnotering: 11-5-1974 t/m 14-6-1974 | Hitnotering: 11-5-1974 t/m 14-6-1974 | Hitnotering: 11-5-1974 t/m 14-6-1974 | Hitnotering: 11-5-1974 t/m 14-6-1974 | Hitnotering: 11-5-1974 t/m 14-6-1974 | Hitnotering: 11-5-1974 t/m 14-6-1974 | Hitnotering: 11-5-1974 t/m 14-6-1974 |
| Week:                                | 1                                    | 2                                    |                                      |                                      | 3                                    |                                      |
| ------------------------------------ | ------------------------------------ | ------------------------------------ | ------------------------------------ | ------------------------------------ | ------------------------------------ | ------------------------------------ |
| Positie:                             | 14                                   | 12                                   | x                                    | x                                    | 19                                   | uit                                  |

## Latere versies
Calle 13 nam ooga-chaka op in het lied La Tribu. In 1978 nam countryster Carroll Baker het op en haalde een notering in de Canadese Countrylijst. David Hasselhoff gaf het uit. The Offspring samplede ooga-chaka in Special Delivery van Conspiracy of One. In 1998 nam Vonda Shepard een versie van het liedje op.